# Diadelia marmoratoides
Diadelia marmoratoides är en skalbaggsart som beskrevs av Stefan von Breuning 1976. Diadelia marmoratoides ingår i släktet Diadelia och familjen långhorningar.
Artens utbredningsområde är Madagaskar. Inga underarter finns listade i Catalogue of Life.